# Marina Żurawlowa
Marina Anatoljewna Żurawlowa, ros. Марина Анатольевна Журавлёва (ur. 8 lipca 1963 w Chabarowsku) – radziecka i rosyjska piosenkarka estradowa, autorka piosenek.
Ukończyła klasę wokalu w Szkole Muzycznej im. Gniesinych w Moskwie.